# 에드먼드 펠프스
에드먼드 펠프스(Edmund Strother Phelps, Jr, 1933년 7월 26일 ~ )는 미국의 저명한 경제학자이자 2006년 노벨 경제학상 수상자이다.
예일 대학교의 카울스 재단(Cowles Foundation)에서 한 경제 성장의 자원에 대한 연구로 명성을 얻었다. 존 폰 노이만과 모리스 알레의 개념인 황금률 저축률(Golden Rule savings rate)에 대한 증명을 통해 국가가 미래를 위한 투자나 저축보다 얼마나 현실의 소비에 지출해야 되는지에 대한 연구를 유행시켰다. 가장 큰 학문적인 성과는 임금과 가격에 대한 불완전한 정보, 불확실한 지식, 예상의 미시적 토대를 고용 결정과 가격-임금 동학(動學)의 거시경제 이론을 지원하기 위해 삽입하였다는 것이다. 이것은 자연적 실업률(natural rate of unemployment)에 대한 그의 연구를 발전하게 하였다. 펠프스는 1982년부터 컬럼비아 대학(Columbia University)에서 정치경제학 교수로 재직중이며 컬럼비아스 센터 온 캐피털리즘 앤드 서사이어티(Columbia's Center on Capitalism and Society)의 센터장으로 재직중이다.

## 생애

### 초창기의 삶과 교육
펠프스는 일리노이 주의 에번스턴에서 태어나 그의 가족과 함께 뉴욕의 헤이스팅스온허드슨(hastings-on-hudson)으로 6살 때 이사하였다. 이 후 그 곳에서 청소년기를 보낸 그는 1951년 애머스트 대학교에서 학부 과정을 수강한다.
아버지의 조언을 따라 그는 대학 2년차에 경제학 전공을 하게 된다. 이 당시 펠프스는 경영과 경제학에 큰 인상을 받고 빠르게 이를 익히게 된다. 1955년 펠프스는 예일 대학교에서 노벨상 수상자인 제임스 토빈과 토머스 셸링 밑에서 공부하며 1959년 경제학 박사 학위를 취득한다.

### 1960년과 1970년대의 연구
박사학위를 받은 이후 펠프스는 RAND 코퍼레이션(RAND Corporation)에서 경제학자로 근무하게 된다. 하지만 이곳이 그의 근무 성향과 연구 방향이 다르다는 것을 깨닫고 1960년에 예일 대학교의 카울스 재단(Cowles Foundation)으로 자리를 옮겨 신고전주의의 성장 이론과 황금률(Golden rule)에 대해 연구하게 된다. 이후 1962년과 63년 사이 펠프스는 MIT를 방문하여 노벨상 수상자인 폴 새뮤얼슨과 로버트 솔로, 프랑코 모딜리아니를 만난다. 그 후 1966년 펠프스는 예일 대학교를 떠나 펜실베니아 대학교로 이동하여 경제학 교수로 근무하게 된다. 1969년 1월 펠프스는 인플레이션과 고용 결정에 대한 미시적 토대에 대한 조사를 지원하기 위한 컨퍼런스를 조직한다. 1982년 펠프스는 컬럼비아 대학의 정치경제학 교수로 초빙되고 1985년에는 정치경제학 관련 책도 출간하게 된다.

## 인적 정보
1974년 펠프스는 비비아너 몬더(Viviana Montdor)와 결혼하고 2명의 자녀를 두고 있다. 그의 많은 명예와 성취에도 불구하고 그는 아직 차를 소유하지 않고 있다고 한다.

## 수상 경력 및 경력
- 2006년 노벨 경제학상 수상
- 2000년 미국경제학회의 특임연구원으로 선발
- 2008년 프랑스의 명예 훈작사로 임명
- 2008년 인스티투트 퓌아 벨트비르차프트(Institut für Weltwirtschaft), 국제 경제상(Global Economy Prize) 수상

## 출판
- 2013년 대번영의 조건(이창근/홍대운 공역, 열린책들)